# Charles O'Hara
El general Charles O'Hara (Lisboa, 1740 - Gibraltar, 25 de febrero de 1802) fue un militar británico que sirvió en la guerra de los Siete Años, la guerra de Independencia de los Estados Unidos y las guerras revolucionarias francesas, y acabó su carrera como Gobernador de Gibraltar. 

## Biografía
Charles O'Hara nació en Lisboa, Portugal, hijo extramatrimonial del segundo barón Tyrawley, ascendido a mariscal de campo en 1763. O'Hara fue enviado a Westminster School. El 23 de diciembre de 1752, a la edad de doce años, se convirtió en corneta en el 3.º de Dragones. Más tarde fue teniente del 2.º Regimiento de Guardias Coldstream, poco antes del estallido de la gran guerra en Europa.  
Él, en lugar de su comandante Lord Cornwallis sería quien rendiría la espada al final del sitio de Yorktown, batalla final de la guerra de Independencia de Estados Unidos, se dice que en realidad O'Hara entregó la espada a Washington, éste la tuvo un momento y se la devolvió; en 1793 se tendría que rendir nuevamente, en el sitio de Tolón, ante un joven Napoleón Bonaparte, declarado sin motivo como un rebelde, fue amenazado varias veces con la guillotina por los jacobinos, siendo posteriormente liberado y deportado de regreso a Gran Bretaña, con el curioso mérito de haberse rendido ante George Washington y Napoleón Bonaparte.
Fue designado gobernador de Gibraltar el 30 de diciembre de 1795. Murió en Gibraltar el 25 de febrero de 1802. 

## Curiosidades
En la película El patriota (2000), protagonizada por Mel Gibson, Charles O'Hara fue interpretado por el actor Peter Woodward.